# Policia bo, policia dolent
Policia bo, policia dolent és una tàctica psicològica utilitzada en la negociació i l'interrogatori policial, en què un equip de dues persones porta a terme enfocaments oposats amb relació a un subjecte. Un dels interrogadors adopta un comportament hostil o acusador, posant èmfasi en les amenaces de càstig, mentre que l'altre adopta un comportament més simpàtic, posant èmfasi en la recompensa, a fi de convèncer el subjecte de cooperar. És una pràctica del mètode Reid.

## Tècnica
El policia dolent adopta una actitud agressiva i negativa cap al subjecte, fent acusacions flagrants, comentaris despectius, amenaces i, en general, generant antipatia amb el subjecte. Això prepara l'escenari perquè el policia bo actuï amb cordialitat, aparegui solidari i comprensiu i, en general, mostri simpatia pel tema. El subjecte interrogat pot sentir-se capaç de cooperar amb el policia bo, ja sigui per confiança o per temor al policia dolent, buscant protecció del policia bo i proporcionant la informació que busquen els interrogadors. L'ordre també pot invertir-se i el policia bo pot intentar guanyar-se la confiança d'un subjecte i, si això falla, el policia dolent intimidarà el subjecte per a fer que es trenqui sota pressió.
El desavantatge d'aquesta tècnica és que es pot identificar fàcilment, i el policia dolent pot alertar el subjecte.